# Сеста-Годано
Сеста-Годано (итал. Sesta Godano) — коммуна в Италии, располагается в регионе Лигурия, в провинции Ла Специя.
Население составляет 1521 человек (2008 г.), плотность населения составляет 22 чел./км². Занимает площадь 69 км². Почтовый индекс — 19020. Телефонный код — 0187.
Покровителем коммуны почитается святой апостол Пётр, празднование 29 июня. В коммуне 15 августа также особо празднуется Успение Пресвятой Богородицы.

## Демография
Динамика населения:

## Администрация коммуны
- Официальный сайт: